# ロンドン映画祭
ロンドン映画祭（ロンドンえいがさい、BFI London Film Festival）は、毎年300本近くの映画が上映される、イギリスで最大の映画祭。以前の正式名称は「The Times BFI London Film Festival」。2009年現在で53回目を数え、例年10月ごろに開催される。開催母体は英国映画協会（BFI）で、近年はタイムズやアメリカン・エキスプレスもスポンサーになっている。

## 歴史
1956年、サンデー・タイムズの Dilys Powell などを含む映画批評家たちのグループによって、ロンドンで映画祭を開催しようとの動きが起こった。第1回目は10月16日から26日まで、サウス・バンクのNational Film Theatreで行われ。20本の映画が上映された。